# موتویل (نیویورک)
موتویل (به انگلیسی: Mottville) یک منطقهٔ مسکونی در ایالات متحده آمریکا است که در شهرستان اونانداگا، نیویورک واقع شده‌است.